# Hechi
Hechi (Zhuang: Hozciz) is een stadsprefectuur in het noorden van de zuidelijke regio Guangxi, Volksrepubliek China.

## Geboren
- Wei Tingting (1989), feminist